# Vărbilău
Vărbilău is een Roemeense gemeente in het district Prahova.
Vărbilău telt 7301 inwoners.